# Diuanka
Diuanka (en rus: Дюанка) és un poble del krai de Khabàrovsk, a Rússia, que el 2012 tenia 7 habitants. Pertany al districte rural de Vàninski.